# Caroline Records
Caroline Records, amerikanskt och brittiskt oberoende skivbolag grundat 1973. Skivbolaget startade som ett dotterbolag till Richard Bransons Virgin Records under början fram till mitten av 1970-talet och inriktade sig på den tiden huvudsakligen på att ge ut LP-skivor från artister inom genrerna progressiv rock och jazz. Detta var artister som oftast inte hörde till mainstream-scenen, men som hade ett kreativt intresse. På senare tid har dock artisternas genrer brett ut sig till alternativ rock, punk, new wave och elektronisk musik m.m.
Huvudkontoret finns såväl i New York som i London. Caroline Records distribueras idag av EMI.

## Utgivna album (i urval)
- Audio Active & Laraaji - The Way Out Is The Way In
- Kevin Ayers, June Campbell Cramer & Brian Eno - Lady June's Linguistic Leprosy
- Bad Brains - Quickness
- Ben Folds Five - Ben Folds Five (Under Passenger Records-etiketten)
- Ben Folds Five - Naked Baby Photos
- Harold Budd Reuben Garcia Daniel Lentz - Music For 3 Pianos
- Cabaret Voltaire - Drinking Gasoline
- Cluster - Grosses Wasser (CD, nyutgåva)
- Cluster - One Hour
- Lol Coxhill – Fleas In Custard
- Egg – The Civil Surface
- Brian Eno - Before and After Science
- Eno Moebius  Roedelius - After the Heat (CD, nyutgåva)
- Brian Eno & Jah Wobble - Spinner
- Roger Eno - Lost In Translation
- Excel - Split Image
- Excel - The Joke's on You
- Excel - Seeking Refuge
- Fred Frith – Guitar Solos
- Various artists – Guitar Solos 2
- Gilgamesh – Gilgamesh
- Gong – Camembert Electrique
- Gong – Angel's Egg
- Gong – You
- Goo Goo Dolls - Goo Goo Dolls
- Heatmiser – Mic City Sons
- Henry Cow – Concerts
- Hole - Pretty on the Inside
- Jabula - Thunder into our hearts
- Killing Joke - Killing Joke
- Mercyful Fate - Melissa CD, 1983
- The Misfits - Static Age
- The Misfits - Boxed set
- Monster Magnet - Tab
- Andy Partridge/Harold Budd - Through The Hill
- Primus - Frizzle Fry
- The Smashing Pumpkins - Gish
- Southern Culture on the Skids - For Lovers Only
- Suicidal Tendencies - Join the Army
- Swans - Children of God
- Tangerine Dream - Pergamon
- Uncle Slam - Say Uncle
- Various artists – Greasy Truckers Live at Dingwalls Dance Hall
- Walt Mink - Bareback Ride
- Walt Mink - Miss Happiness
- Warzone - Don't Forget The Struggle, Don't Forget The Streets
- White Zombie - Gods On Voodoo Moon (endast kassett-utgåva)
- White Zombie - Soul-Crusher
- White Zombie - Make Them Die Slowly
- White Zombie - God of Thunder
- Youth Of Today - We're Not In This Alone